# Sofie De Vuyst
Sofie De Vuyst, née le 2 avril 1987 à Zottegem, est une coureuse cycliste belge. Elle fait partie de l'équipe Doltcini-Van Eyck Sport.

## Biographie
Elle fréquente l'école d'Hillegem puis le lycée de Zottegem. Elle étudie ensuite le droit à l'université de Gand. Elle joue au football de l'âge de neuf à seize ans. Elle commence le cyclisme l'année suivante.
Elle remporte le classement général de la Lotto Cycling Cup en 2013, 2014 et 2015.
En 2018, une course, la Flanders Ladies Classic-Sofie De Vuyst est créée et porte son nom.
Fin juillet 2019, elle est sélectionnée pour représenter son pays aux championnats d'Europe de cyclisme sur route. Elle s'adjuge à cette occasion la quatrième place du relais mixte. Ses bons résultats lui permettent de remporter le trophée de Flandrienne de l'année. Le 26 novembre 2019, elle annonce avoir été contrôlée positive aux stéroïdes et est immédiatement suspendue par son équipe. Son échantillon B est également positif. 

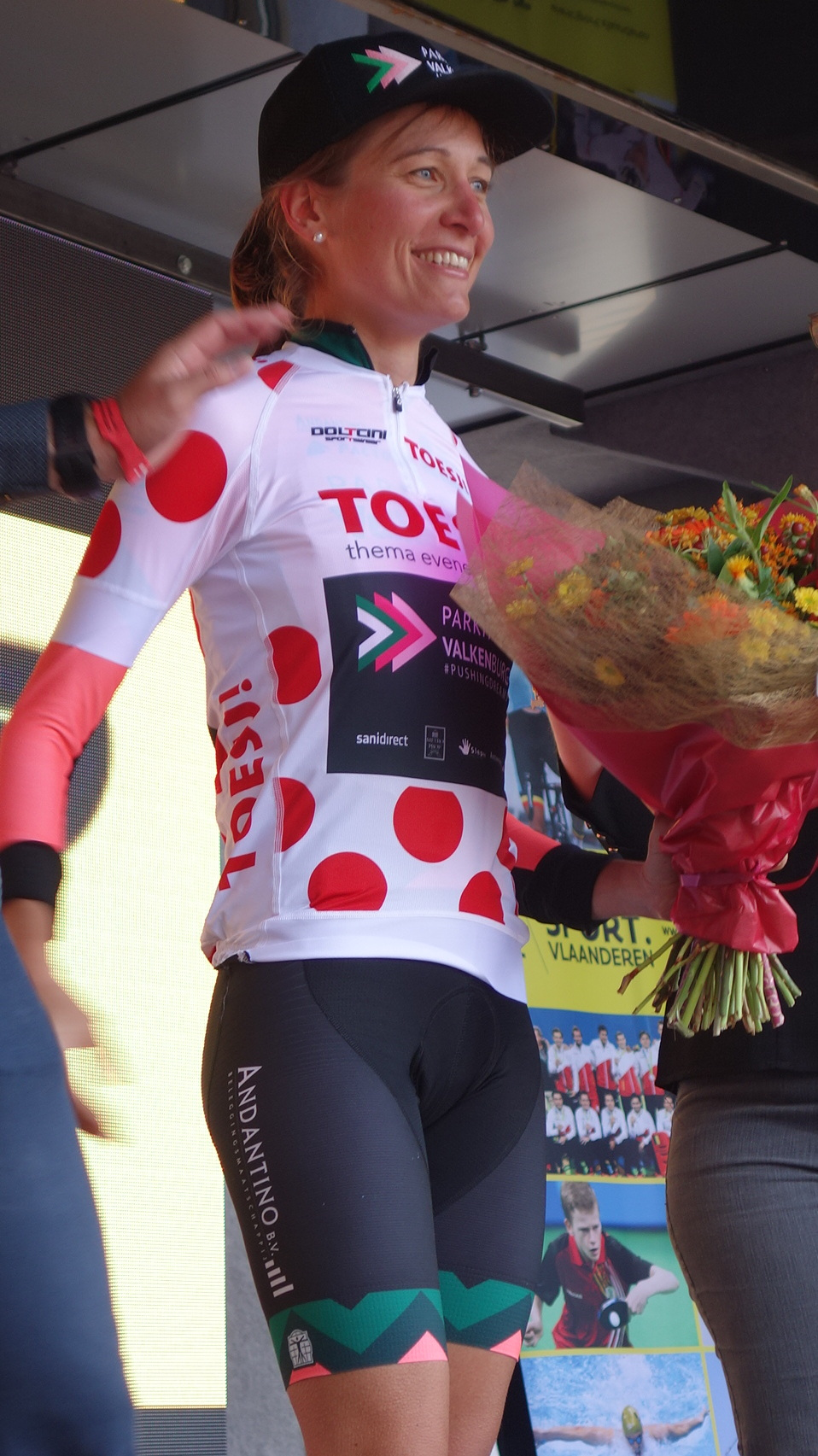
Tour de Belgique 2019

## Vie privée
Sofie De Vuyst est en couple avec Bart De Clercq.

## Palmarès sur route

### Palmarès par années
- 2011
  - 2e du championnat de Belgique sur route
- 2012
  - 2e du Tour de Bretagne
  - 2e du championnat de Belgique du contre-la-montre
- 2013
  - 2e de l'Erondegemse Pijl
  - 3e du championnat de Belgique sur route
- 2014
  - 3e du Samyn des Dames
  - 3e du championnat de Belgique sur route
- 2015
  - 3e du championnat de Belgique sur route
  - 3e du championnat de Belgique du contre-la-montre
- 2018
  - 5e étape du Tour de Feminin - O cenu Ceskeho Svycarska
  - 3e du Tour de Feminin - O cenu Ceskeho Svycarska
- 2019
  - Flèche brabançonne
  - 2e de la Classique Morbihan
  - 2e de la Flanders Ladies Classic-Sofie De Vuyst

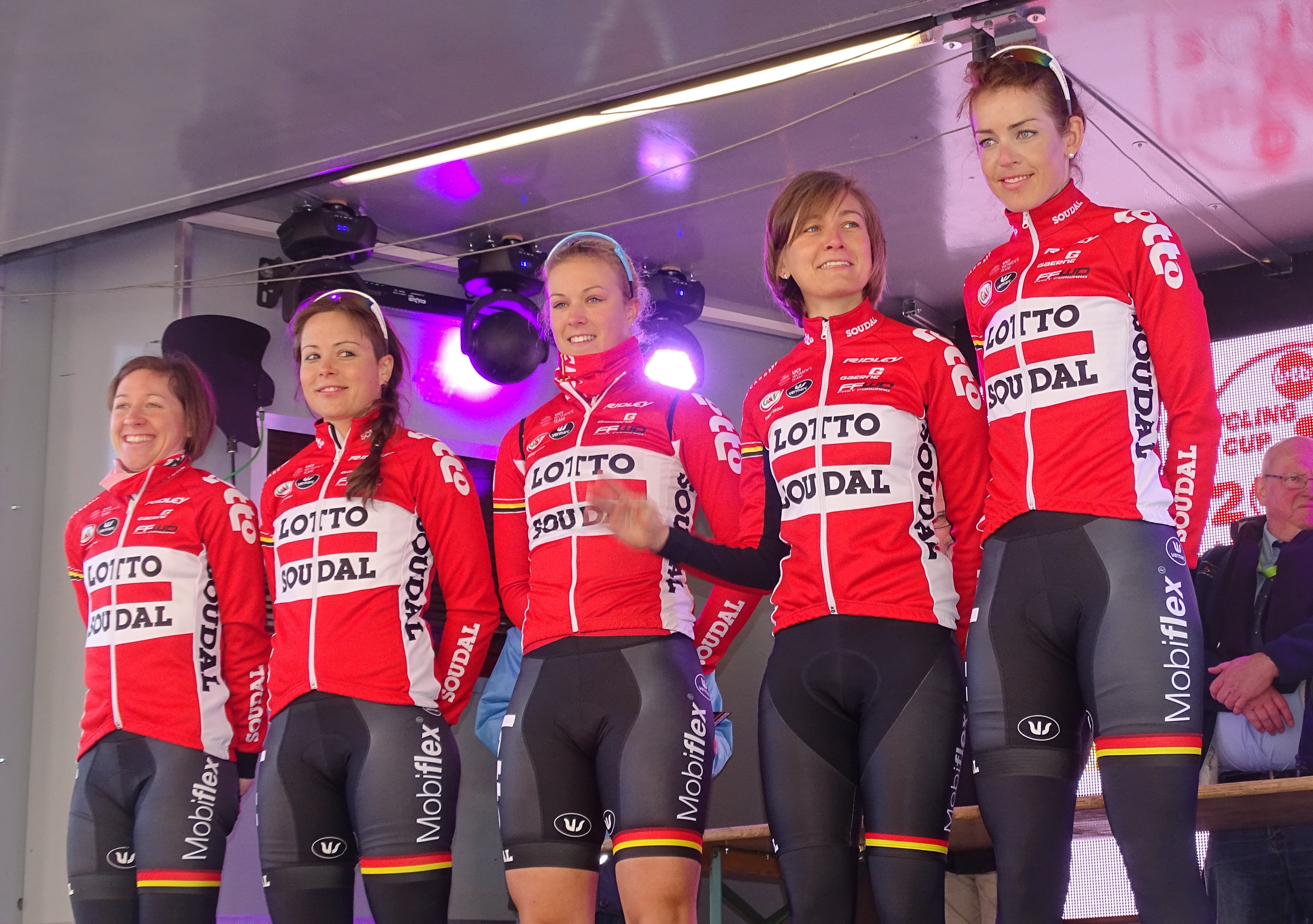
Équipe au Samyn des Dames, Sofie de Vuyst est quatrième en partant de la gauche

  - 3e de la Erondegemse Pijl

### Classements mondiaux
| Année                                 | 2011 | 2012 | 2013 | 2014 | 2015 | 2016 | 2017 | 2018 | 2019 |
| ------------------------------------- | ---- | ---- | ---- | ---- | ---- | ---- | ---- | ---- | ---- |
| Classement UCI                        | 48e  | 100e | 83e  | 59e  | 115e | 162e | 148e | 69e  | 27e  |
| UCI World Tour                        |      |      |      |      |      | 153e | 89e  | 121e | 63e  |
|                                       |      |      |      |      |      |      |      |      |      |
| Légende : nc = non classéSource : UCI |      |      |      |      |      |      |      |      |      |

## Distinctions
- Trophée Flandrien : 2019